# 金刀比羅神社 (新上五島町三日ノ浦郷)
金刀比羅神社（ことひらじんじゃ）は、長崎県南松浦郡新上五島町三日ノ浦郷（みかのうら）に鎮座する神社である。

## 祭神
大物主命を主祭神に、事代主命、金山彦命の2柱を配祀する。

## 歴史

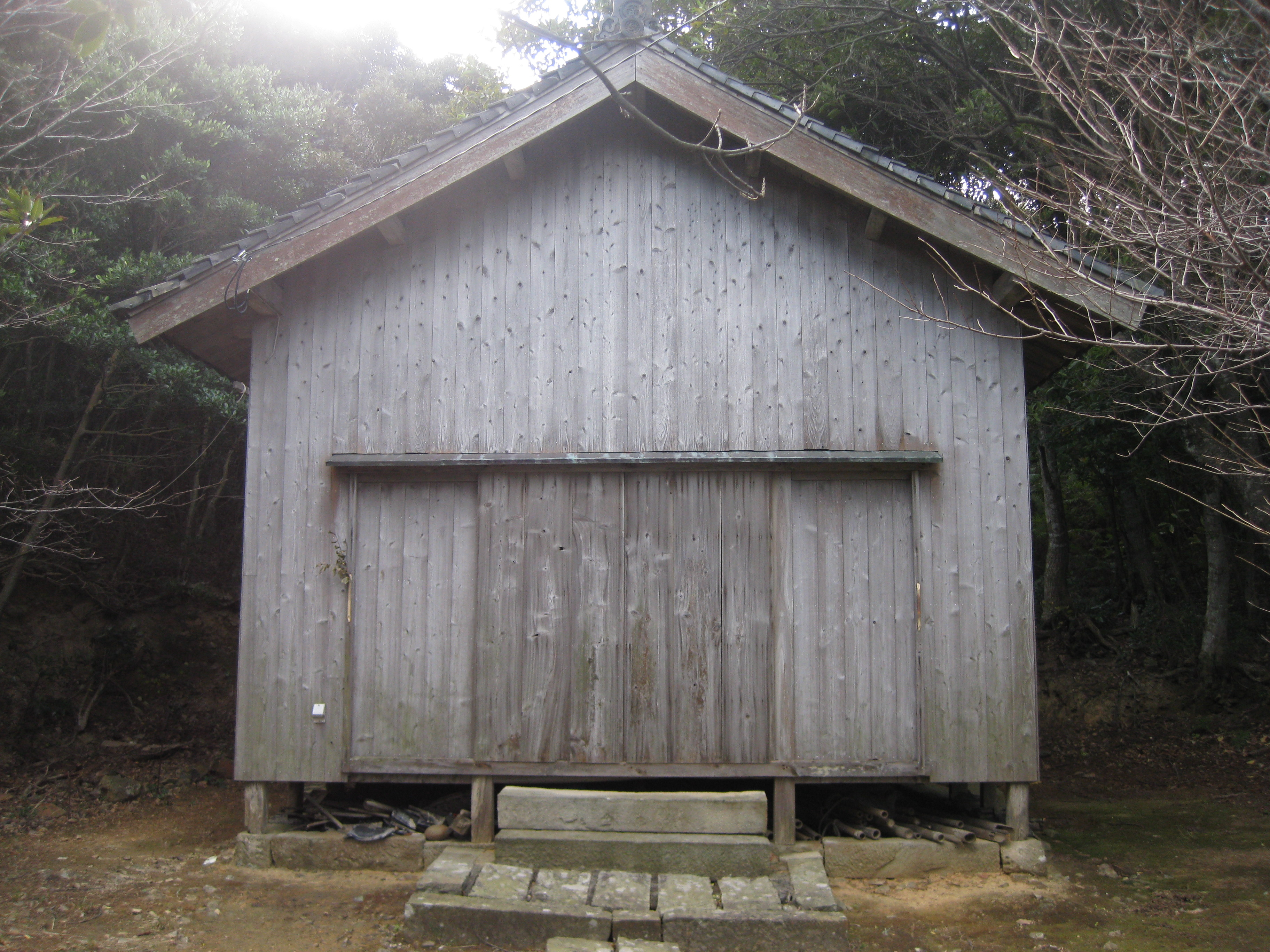
社殿

創建年代は不詳。古くは社号を「山王権現社」としていたが、「三日山王」または、事代主命・金山彦命の合祀後は「蛭子神社」と称されたとされる。また、当社は荒川郷・雄嶽日枝神社を総社とし、荒川・山王山の西の支峰に鎮座することから、その分霊を奉祀したと推察される。
明治7年（1875年）5月5日、無格社とされ、同14年（1882年）に金刀比羅神社と改称された。

## 祭祀
当社は旧上五島町内に鎮座するが、神楽を伝承していない荒川郷・雄嶽日枝神社の神主が受け持っている関係から上五島神楽の奉納はない。
主な祭礼・神事
- 例大祭（11月24、25日）

## その他の神社
その他の三日ノ浦郷の神社に山神社がある。
また隣接する相河郷に姫神社が、今里郷に大山祇神社がある。

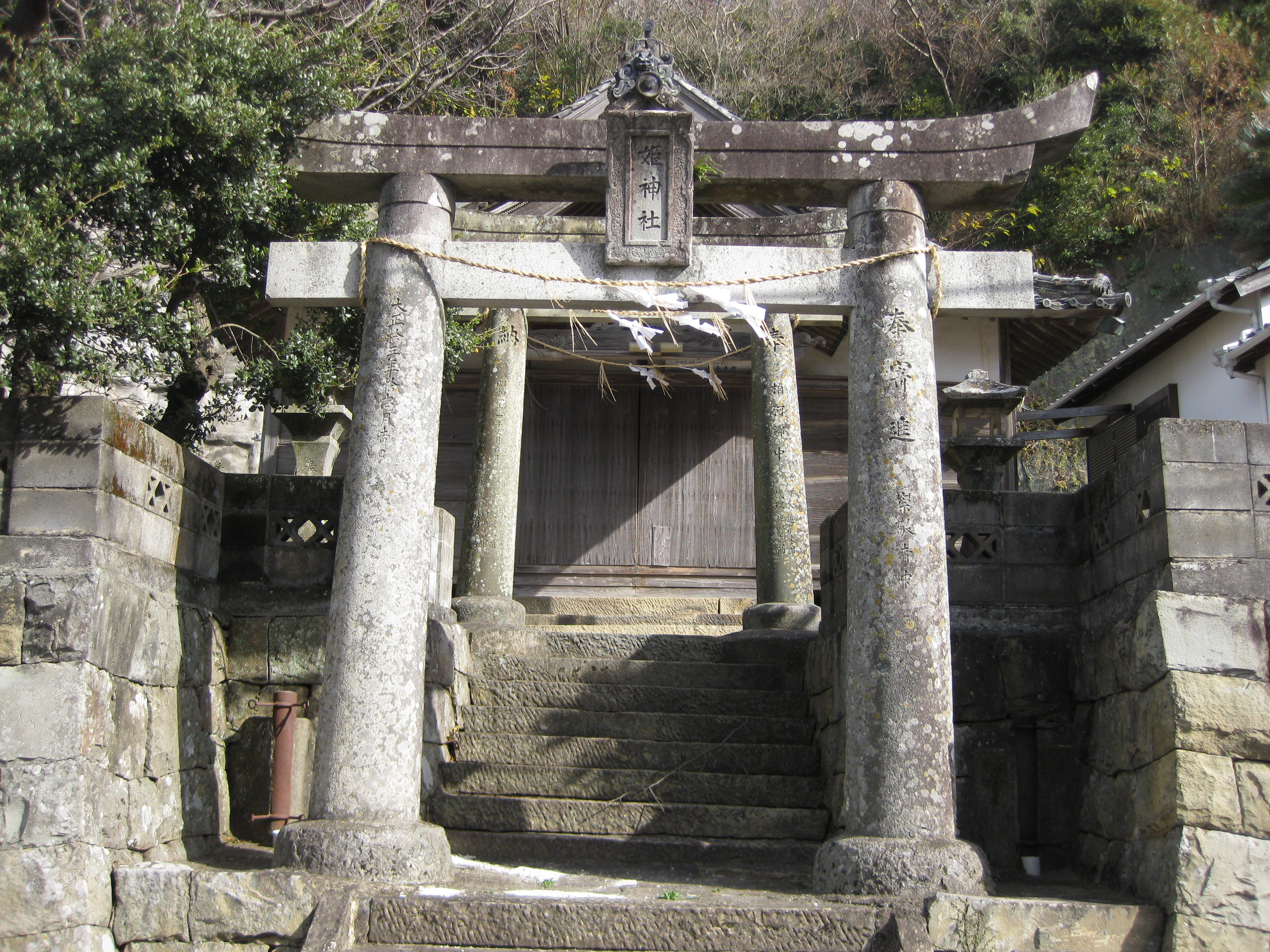
姫神社（相河郷）
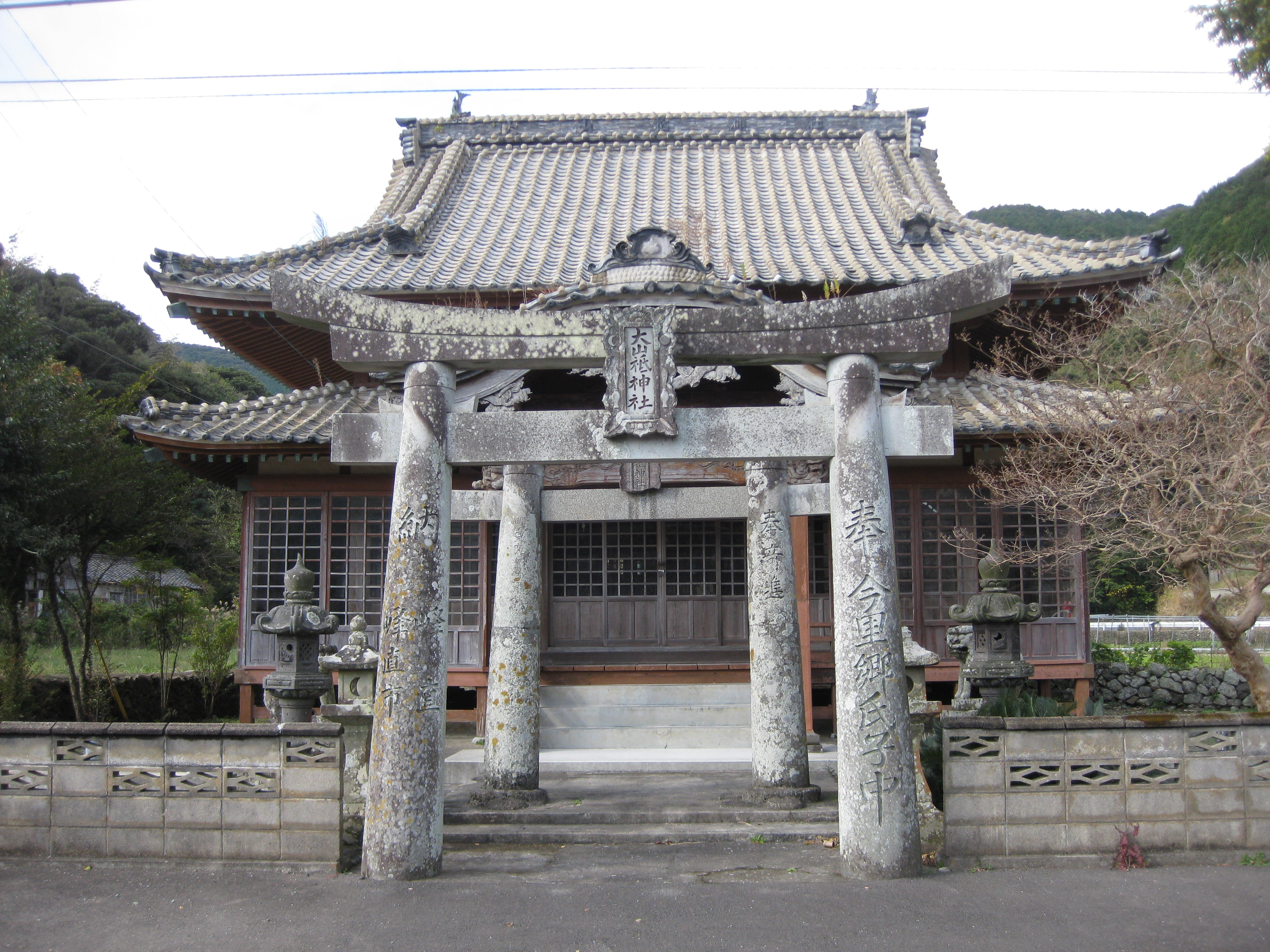
大山祇神社（今里郷）